# (17078) Sellers
(17078) Sellers ist ein Asteroid des Hauptgürtels, der am 24. April 1999 vom australischen Amateurastronomen John Broughton an seiner privaten Sternwarte, dem Reedy-Creek-Observatorium (IAU-Code 428), in Queensland, Australien entdeckt wurde.
Der Asteroid wurde nach dem britischen Filmschauspieler und Komiker Peter Sellers (1925–1980) benannt, der vor allem durch seine Rolle des Inspektor Clouseau in der Serie Der rosarote Panther sowie durch den Film Dr. Seltsam oder: Wie ich lernte, die Bombe zu lieben, in dem er insgesamt drei Rollen spielte, große Bekanntheit erreichte.